# کلوشتر (اشتایرمارک)
کلوشتر (به آلمانی: Kloster) یک منطقهٔ مسکونی در اتریش است که در دویچلندسبرگ واقع شده‌است. کلوشتر ۲۲٫۱ کیلومتر مربع مساحت دارد ۱٬۰۵۰ متر بالاتر از سطح دریا واقع شده‌است.